# Trophée Gilles-Courteau
Le trophée Gilles-Courteau est remis chaque année à l'équipe championne des séries éliminatoires de la Ligue de hockey junior Maritimes Québec (LHJMQ), au hockey sur glace. Il est renommé en 2023 en l'honneur de Gilles Courteau, ancien président et commissaire de la LHJMQ de 1986 à 2023.

## Historique
Créé sous le nom de Coupe du président, le trophée est renommé trophée Gilles-Courteau en 2023. Le vainqueur est qualifié pour disputer la Coupe Memorial.

## Palmarès
Les équipes ci-dessous ont remporté cette coupe :
- Coupe du Président :
  - 1969-1970 : Remparts de Québec
  - 1970-1971 : Remparts de Québec[3]
  - 1971-1972 : Royals de Cornwall[3]
  - 1972-1973 : Remparts de Québec
  - 1973-1974 : Remparts de Québec
  - 1974-1975 : Castors de Sherbrooke
  - 1975-1976 : Remparts de Québec
  - 1976-1977 : Castors de Sherbrooke
  - 1977-1978 : Draveurs de Trois-Rivières
  - 1978-1979 : Draveurs de Trois-Rivières
  - 1979-1980 : Royals de Cornwall[3]
  - 1980-1981 : Royals de Cornwall[3]
  - 1981-1982 : Castors de Sherbrooke
  - 1982-1983 : Junior de Verdun
  - 1983-1984 : Voisins de Laval
  - 1984-1985 : Canadiens junior de Verdun
  - 1985-1986 : Olympiques de Hull
  - 1986-1987 : Chevaliers de Longueuil
  - 1987-1988 : Olympiques de Hull
  - 1988-1989 : Titan de Laval
  - 1989-1990 : Titan de Laval
  - 1990-1991 : Saguenéens de Chicoutimi
  - 1991-1992 : Collège français de Verdun
  - 1992-1993 : Titan de Laval
  - 1993-1994 : Saguenéens de Chicoutimi
  - 1994-1995 : Olympiques de Hull
  - 1995-1996 : Prédateurs de Granby[3]
  - 1996-1997 : Olympiques de Hull[3]
  - 1997-1998 : Foreurs de Val-d'Or
  - 1998-1999 : Titan d'Acadie-Bathurst
  - 1999-2000 : Océanic de Rimouski[3]
  - 2000-2001 : Foreurs de Val-d'Or
  - 2001-2002 : Tigres de Victoriaville
  - 2002-2003 : Olympiques de Hull
  - 2003-2004 : Olympiques de Gatineau
  - 2004-2005 : Océanic de Rimouski
  - 2005-2006 : Wildcats de Moncton[4]
  - 2006-2007 : Maineiacs de Lewiston
  - 2007-2008 : Olympiques de Gatineau
  - 2008-2009 : Voltigeurs de Drummondville
  - 2009-2010 : Wildcats de Moncton
  - 2010-2011 : Sea Dogs de Saint-Jean[3]
  - 2011-2012 : Sea Dogs de Saint-Jean
  - 2012-2013 : Mooseheads d'Halifax[3]
  - 2013-2014 : Foreurs de Val-d'Or
  - 2014-2015 : Océanic de Rimouski
  - 2015-2016 : Huskies de Rouyn-Noranda
  - 2016-2017 : Sea Dogs de Saint-Jean
  - 2017-2018 : Titan d'Acadie-Bathurst[3]
  - 2018-2019 : Huskies de Rouyn-Noranda[3]
  - 2020-2021 : Tigres de Victoriaville
  - 2021-2022 : Cataractes de Shawinigan
- Trophée Gilles-Courteau :
  - 2022-2023 : Remparts de Québec[3]
  - 2023-2024 : Voltigeurs de Drummondville
  - 2024-2025 : Wildcats de Moncton